# Welsh Cup 1893-94
Welsh Cup 1893–94 var den 17. udgave af Welsh Cup, og turneringen havde deltagelse af 24 hold. Finalen blev afviklet den 30. april 1894 på Wynnstay Park i Ruabon, hvor Chirk AAA FC vandt 2-0 over Westminster Rovers FC i en gentagelse af finalen fra 1892. Dermed sikrede Chirk AAA FC sig sin femte og hidtil sidste triumf i Welsh Cup – de fire første titler blev vundet i sæsonerne 1886-87, 1887-88, 1889-90 og 1891-92. Westminster Rovers FC var i Welsh Cup-finalen for anden og sidste gang i klubbens historie, men det lykkedes aldrig klubben at vinde turneringen.

## Resultater
Den forrige sæsons semifinalister, Chirk AAA FC, Druids FC, Llandudno Swifts FC og Wrexham AFC, trådte først ind i turneringen i kvartfinalerne, mens de øvrige 20 klubber i første til tredje runde spillede om de sidste fire pladser i kvartfinalerne.

### Første runde
| Dato | Kamp                                           | Res.   |
| ---- | ---------------------------------------------- | ------ |
|      | Bangor FC – Flint FC                           | 1–2    |
|      | Holywell FC – Portmadoc FC                     | 1–2    |
|      | Rhosllanerchrugog FC – Brymbo Institute FC     | 5–3    |
|      | Rhostyllen Victoria FC – Westminster Rovers FC | 0–3    |
|      | Newtown AFC – Whitchurch FC                    | 5–0    |
|      | Mountain Ash FC – Cardiff FC                   | 0–4    |
|      | Market Drayton FC – Ironbridge FC              | [0]2–1 |
|      | Shrewsbury Town FC – Wellington St George FC   | 6–1    |

### Anden runde
| Dato | Kamp                                        | Res. |
| ---- | ------------------------------------------- | ---- |
|      | Ironbridge FC – Cardiff FC                  | 4–1  |
|      | Newtown AFC – Llanidloes FC                 | 4–1  |
|      | Oswestry United FC – Aberystwyth FC         | 7–2  |
|      | Portmadoc FC – Flint FC                     | w.o. |
|      | Shrewsbury Town FC – Wellington Town FC     | w.o. |
|      | Westminster Rovers FC – Brymbo Institute FC | 3–2  |

### Tredje runde
| Dato         | Kamp                               | Res.   |
| ------------ | ---------------------------------- | ------ |
|              | Oswesty United FC – Newtown AFC    | 2–2    |
|              | Shrewsbury Town FC – Ironbridge FC | 4–1    |
| Omkamp       |                                    |        |
|              | Oswestry United FC – Newtown AFC   | [0]2–2 |
| Anden omkamp |                                    |        |
|              | Oswestry United FC – Newtown AFC   | 2–0    |

### Kvartfinaler
| Dato | Kamp                                    | Res. |
| ---- | --------------------------------------- | ---- |
|      | Chirk AAA FC – Llandudno Swifts FC      | 3–2  |
|      | Druids FC – Westminster Rovers FC       | 3–4  |
|      | Oswestry United FC – Shrewsbury Town FC | 2–0  |
|      | Wrexham AFC – Flint FC                  | 6–0  |

### Semifinaler
| Dato | Kamp                                | Res. | Spillested                 |
| ---- | ----------------------------------- | ---- | -------------------------- |
|      | Chirk AAA FC – Oswestry United FC   | 2–1  | Racecourse Ground, Wrexham |
|      | Wrexham AFC – Westminster Rovers FC | 3–5  | Racecourse Ground, Wrexham |

### Finale
| Dato  | Kamp                                 | Res. | Tilskuere | Spillested            |
| ----- | ------------------------------------ | ---- | --------- | --------------------- |
| 30.4. | Chirk AAA FC – Westminster Rovers FC | 2–0  | 3.000     | Wynnstay Park, Ruabon |